# Garnotia
Garnotia là một chi thực vật có hoa trong họ Hòa thảo (Poaceae).

## Loài
Chi Garnotia gồm các loài: